# مسلم ماقمایف (آهنگساز)

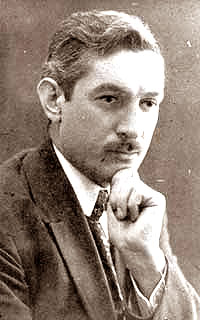

مسلم محمداوغلو ماقمایف (به ترکی آذربایجانی: Müslüm Məhəmməd oğlu Maqomayev) (۱۸ سپتامبر ۱۸۸۵ استاریه آتاگی - ۲۸ ژوئیه ۱۹۳۷، نعلچیک) آهنگساز و رهبر ارکستر آذربایجانی بود. نوهٔ وی نیز هم‌نام با او و خوانندهٔ اپرا است.
وی در سال ۱۹۲۹ به عنوان رهبر موسیقی رادیو باکو انتخاب شد.
یک فیلم مستند به نام آهنگساز مسلم ماقمایف در سال ۱۹۷۷ از زندگی این هنرمند ساخته‌شده‌است.

## آثار
- شاه‌اسماعیل (۱۹۱۶)
- نرگس (۱۹۳۵)